# گذرگاه پینگ‌شیانگ
گذرگاه پینگ شیانگ (انگلیسی: Pingxing Pass) یک گردنه کوهستانی در استان شانشی چین است.
بخشی از دیوار بزرگ چین در آنجا وجود دارد.
نبرد گذرگاه پینگ شیانگ بین ارتش هشتم مسیر (تحت فرمان حزب کمونیست چین) و نیروی زمینی امپراتوری ژاپن در ۲۵ سپتامبر ۱۹۳۷ در این مکان انجام شد.
یک تونل راه‌آهن به طول ۶۱۸۸ متر (۲۰۳۰۲ فوت) در این گذرگاه در سال ۱۹۷۱ افتتاح شد.